# Boston Celtics 1997-1998
La stagione 1997-98 dei Boston Celtics fu la 52ª nella NBA per la franchigia.
I Boston Celtics arrivarono sesti nella Atlantic Division della Eastern Conference con un record di 36-46, non qualificandosi per i play-off.

## Roster
| N° | Naz.                   | Ruolo | Sportivo         | Anno | Alt. | Peso |
| -- | ---------------------- | ----- | ---------------- | ---- | ---- | ---- |
| 0  | Stati Uniti (bandiera) | A     | Walter McCarty   | 1974 | 208  | 104  |
| 4  | Stati Uniti (bandiera) | G     | Chauncey Billups | 1976 | 191  | 92   |
| 5  | Stati Uniti (bandiera) | GA    | Ron Mercer       | 1976 | 201  | 95   |
| 7  | Stati Uniti (bandiera) | G     | Kenny Anderson   | 1970 | 183  | 76   |
| 7  | Stati Uniti (bandiera) | G     | Dee Brown        | 1968 | 185  | 73   |
| 8  | Stati Uniti (bandiera) | A     | Antoine Walker   | 1976 | 203  | 102  |
| 9  | Stati Uniti (bandiera) | GA    | Greg Minor       | 1971 | 198  | 95   |
| 11 | Stati Uniti (bandiera) | G     | Dana Barros      | 1967 | 180  | 74   |
| 12 | Stati Uniti (bandiera) | A     | Bruce Bowen      | 1971 | 201  | 84   |
| 13 | Stati Uniti (bandiera) | A     | Dontae' Jones    | 1975 | 203  | 100  |
| 20 | Stati Uniti (bandiera) | G     | Tyus Edney       | 1973 | 178  | 69   |
| 29 | Stati Uniti (bandiera) | AC    | Pervis Ellison   | 1967 | 206  | 95   |
| 34 | Stati Uniti (bandiera) | A     | Reggie Hanson    | 1968 | 203  | 88   |
| 40 | Stati Uniti (bandiera) | C     | Travis Knight    | 1974 | 213  | 107  |
| 45 | Stati Uniti (bandiera) | AC    | Andrew DeClercq  | 1973 | 208  | 104  |
| 55 | Croazia (bandiera)     | C     | Žan Tabak        | 1970 | 213  | 111  |
| 55 | Stati Uniti (bandiera) | A     | John Thomas      | 1975 | 206  | 120  |
| 99 | Stati Uniti (bandiera) | A     | Roy Rogers       | 1973 | 208  | 107  |

## Staff tecnico
- Allenatore: Rick Pitino
- Vice-allenatori: Jim O'Brien, Winston Bennett, John Carroll, Kevin Willard, Mark Starns
- Preparatore atletico: Ed Lacerte